# Courtney Wayment
Courtney Wayment (* 4. August 1998 in Layton, Utah) ist eine US-amerikanische Leichtathletin, die sich auf den Hindernislauf spezialisiert hat.

## Sportliche Laufbahn
Courtney Wayment besuchte seit 2016 die Brigham Young University und wurde 2021 NCAA-Collegemeisterin im 3000-Meter-Lauf in der Halle. Im Jahr darauf siegte sie im Freien über 3000 m Hindernis und startete dann bei den Weltmeisterschaften in Eugene und belegte dort mit 9:22,37 min im Finale den zwölften Platz. 2023 gelangte sie bei den Weltmeisterschaften in Budapest mit 9:25,80 min im Finale auf Rang 15. Im Jahr darauf wurde sie bei den Olympischen Sommerspielen in Paris in 9:13,60 min im Finale Zwölfte.

## Persönliche Bestleistungen
- 3000 m: 8:46,11 min, 11. Februar 2024 in New York City
- 5000 m: 14:49,78 min, 27. Januar 2024 in Boston
- 3000 m Hindernis: 9:06,50 min, 27. Juni 2024 in Eugene